# Meron Knikman

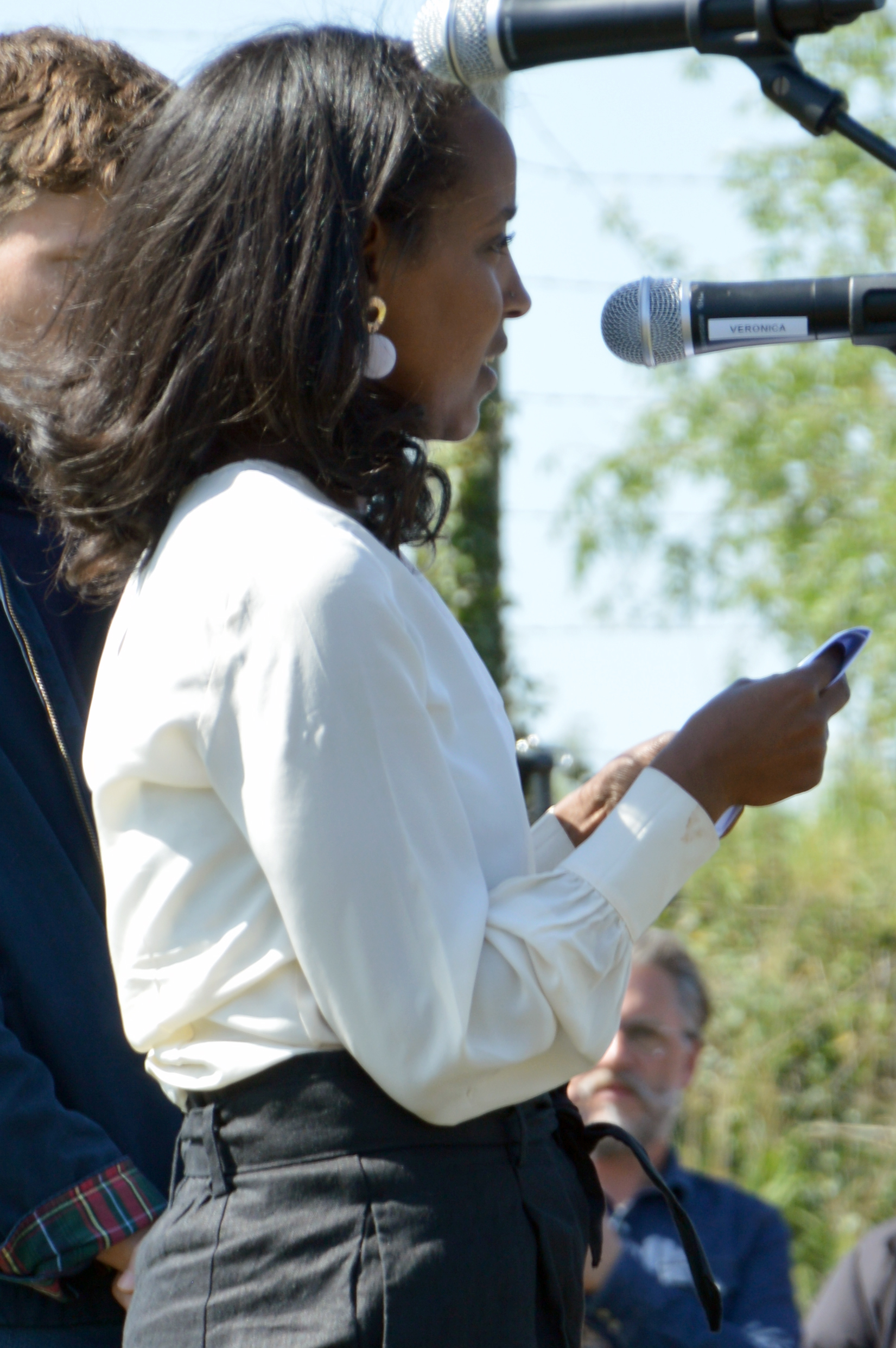
Meron Knikman spreekt op de 8 mei-herdenking aan het Fort van Breendonk in 2022.

Meron Ameha Knikman is een Ethiopisch-Nederlands-Belgisch feministe. Ze was van 2020 tot 2024 voorzitter van de Belgische Vrouwenraad. Haar specialiteit is migratierecht.

## Biografie
Knikman is geboren in Ethiopië, verhuisde op haar zevende naar Nederland en woonde als tiener in Saudi-Arabië.
Naar haar studies werkte ze bij meerdere organisaties rond asiel en migratie, zoals CAW Antwerpen en Vluchtelingenwerk Vlaanderen, en als  inhoudelijk directeur bij het Minderhedenforum.
In 2020 werd ze verkozen als voorzitter van de Vrouwenraad, waar ze sinds 2018 al actief was als vice-voorzitter. In november 2024 stopte ze met deze functie. Ze werd opgevolgd door Mariam Harutyunyan.